# Подгорные Селищи
Подгорные Селищи — деревня в составе  Бабеевского сельского поселения Темниковского района Республики Мордовия.

## География
Находится на расстоянии примерно 6 километров на юго-восток от районного центра города Темников.

## История
Известна с 1866 году, когда она была учтена как казенная и владельческая деревня Темниковского уезда из 56 дворов.

## Население
Постоянное население составляло 52 человек (русские 96%) в 2002 году, 26 в 2010 году .